# Horace Trumbauer
Horace Trumbauer (Filadelfia, 28 dicembre 1868 – Filadelfia, 18 settembre 1938) è stato un architetto statunitense molto importante della Gilded Age, noto per aver progettato ville residenziali per i ricchi. Nel corso della sua carriera progettò anche hotel, edifici per uffici e gran parte del campus della Duke University..
I massicci palazzi di Trumbauer lusingavano l'ego dei suoi magnati senza scrupoli, ma venivano respinti dai suoi colleghi professionisti. Il suo lavoro lo rese un uomo ricco, ma i suoi edifici ricevettero raramente un riconoscimento positivo da parte della critica. Oggi, invece, è acclamato come uno dei più importanti architetti americani e i suoi edifici ricevono ancora oggi il plauso della critica.

## Primi anni di vita e formazione

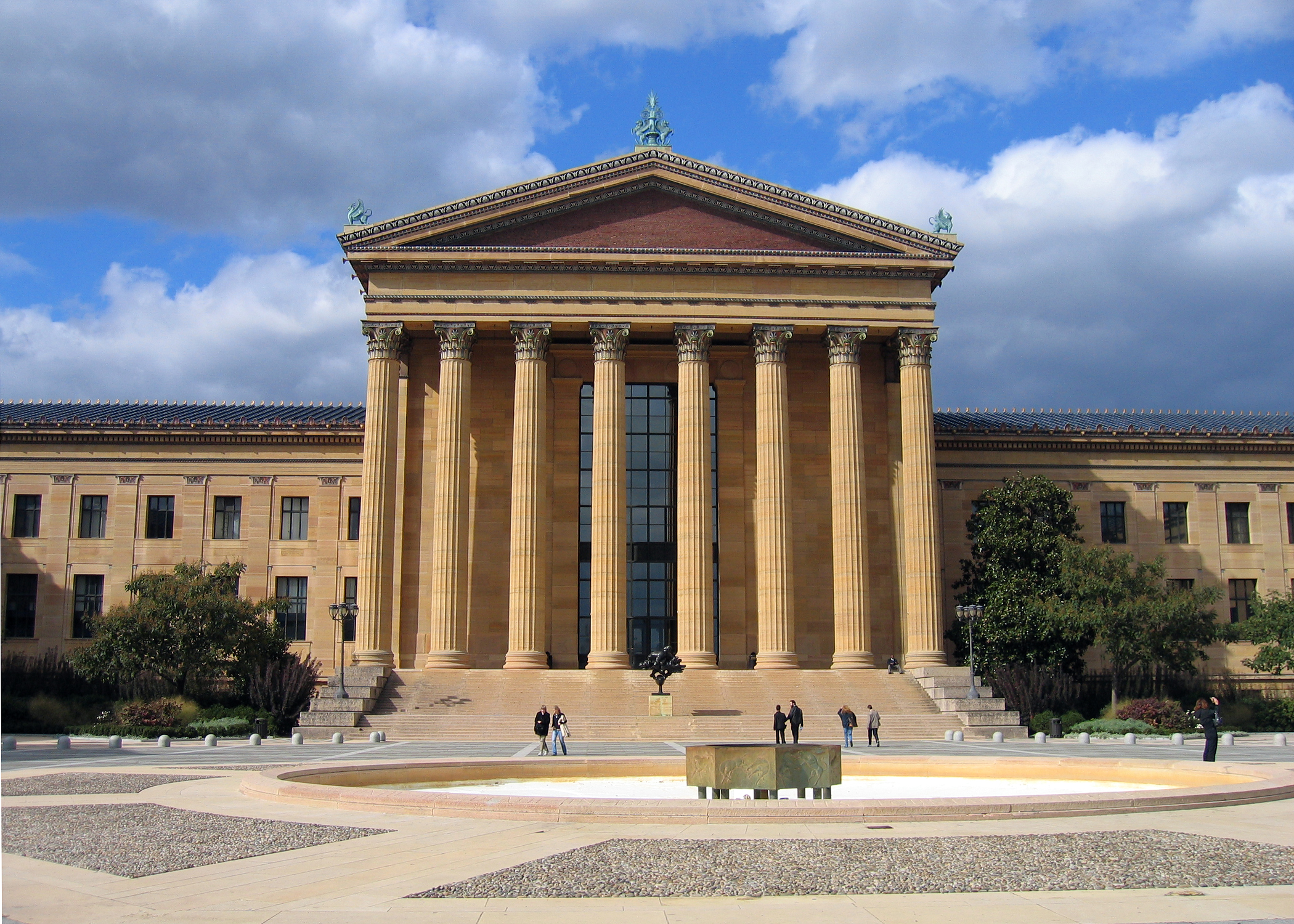
Philadelphia Museum of Art (1916-28), una collaborazione tra lo studio Trumbauer e Zantzinger, Borie e Medary.

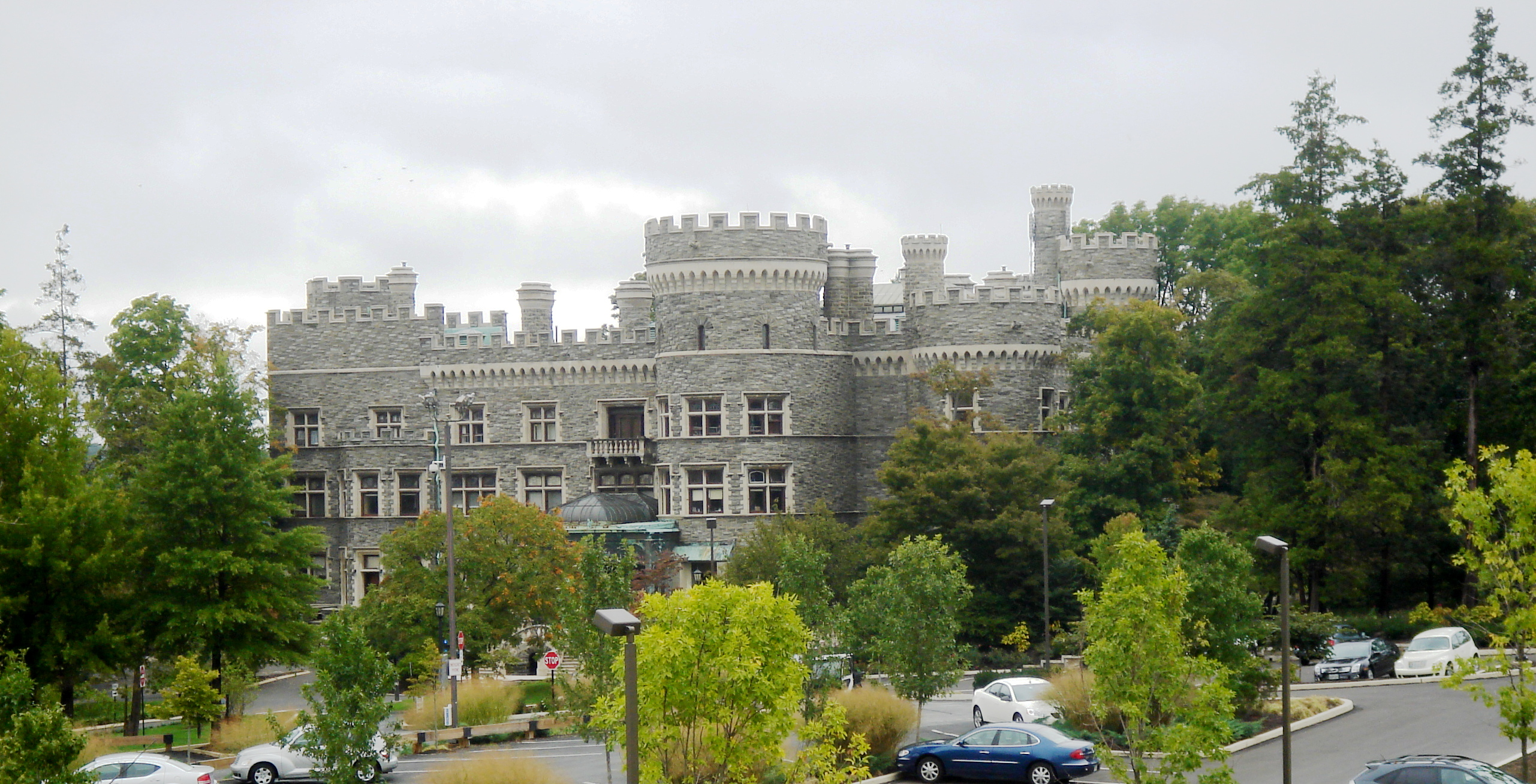
Il Castello di Grey Towers a Glenside, Pennsylvania (1893) è l'attuale Arcadia University.

Trumbauer nacque a Filadelfia, figlio di Josiah Blyler Trumbauer, un venditore, e di Mary Malvina (Fable) Trumbauer. Completò un apprendistato di sei anni con G. W. e W. D. Hewitt e aprì il suo studio di architettura all'età di 21 anni. Lavorò per gli imprenditori Wendell e Smith, progettando case per le comunità della classe media, tra cui gli sviluppi di Overbrook Farms e Wayne Estate.

## Carriera
Il primo incarico importante di Trumbauer fu il Castello di Grey Towers, costruito nel 1893 e progettato per il magnate dello zucchero William Welsh Harrison; l'esterno era basato sul Castello di Alnwick nel Northumberland, in Inghilterra, ma gli interni erano francesi, con uno stile che spaziava dal Rinascimento allo stile Luigi XV. Harrison lo presentò al magnate dei tram e immobiliarista Peter A. B. Widener, il cui palazzo di 110 stanze in stile revival georgiano, Lynnewood Hall (1897-1900), lanciò la carriera di successo di Trumbauer.
Per i Widener, gli Elkins e la loro cerchia, progettò ville a Filadelfia, New York e Newport, Rhode Island. Grazie a questi legami e ad altri, progettò edifici per uffici, ospedali ed edifici istituzionali. Conosciuto per i suoi progetti di strutture accademiche, alcuni dei suoi lavori più importanti comprendono incarichi per l'Università della Pennsylvania, l'Università Harvard, l'Università Duke e altri. La biblioteca principale dell'Università di Harvard, la Harry Elkins Widener Memorial Library, è stata costruita con un dono di Eleanor Elkins Widener in memoria del figlio Harry, classe 1907, un giovane bibliofilo entusiasta che morì nell'affondamento del Titanic.
Il 25 aprile 1903 Trumbauer sposò Sara Thomson Williams e divenne patrigno di sua figlia, Agnes Helena Smith, nata dal precedente matrimonio con il commerciante di ferro C. Comly Smith. Architectural Record pubblicò un'intervista sul suo lavoro nel 1904, meno di un decennio dopo la sua prima commissione importante.
Nel 1906 Trumbauer assunse Julian Abele, il primo laureato afroamericano del Dipartimento di Architettura dell'Università della Pennsylvania, promuovendolo a capo progettista nel 1909. Molti degli edifici successivi di Trumbauer sono in gran parte attribuiti ad Abele. Contribuì alla progettazione di oltre 400 edifici, tra cui la Widener Memorial Library dell'Università Harvard (1912-15), la Biblioteca Centrale di Filadelfia (1917-27) e il Filadelfia Museum of Art (1914-28). Fu anche il progettista principale del campus ovest dell'Università Duke (1924-54). Ad eccezione della cappella della Duke University (1934), Abele non ha mai rivendicato il merito per nessuno degli edifici dello studio progettati durante la vita di Trumbauer.
La commissione per il Filadelfia Museum of Art (1916-28) fu condivisa tra l'azienda di Trumbauer e Zantzinger, Borie e Medary. L'architetto di Trumbauer, Howell Lewis Shay, è accreditato per la pianta e la struttura dell'edificio, anche se i disegni prospettici sembrano essere di mano di Abele. Quando fu inaugurato nel 1928, l'edificio fu criticato per le sue dimensioni eccessive e fu soprannominato “il grande garage greco”. Ma, arroccato sulla collina di Fairmount e terminando l'asse della Benjamin Franklin Parkway, oggi è considerato il museo più magnifico degli Stati Uniti.
Nel 1923 Trumbauer fu assunto dalla Reading Company per progettare la stazione ferroviaria di Jenkintown. Un bell'esempio di architettura revival Queen Anne, è ancora in piedi oggi come stazione di Jenkintown-Wyncote ed è stata aggiunta al Registro Nazionale dei Luoghi Storici nel 2014. Il suo lavoro fece anche parte dell'evento di architettura nel concorso artistico delle Olimpiadi estive del 1928.
Nel 1933 Trumbauer fu incaricato di costruire un'elegante villa in stile Ancien-Regime francese per Herbert Nathan Straus, il figlio minore del fondatore di Macy's, Isidor Straus. Costruita in pietra calcarea con intricati intagli sulla facciata, la Herbert N. Straus House è oggi la più grande residenza privata di Manhattan. La villa esemplifica lo stile classico ma opulento richiesto ai Baroni dell'industria dell'epoca.

## Morte

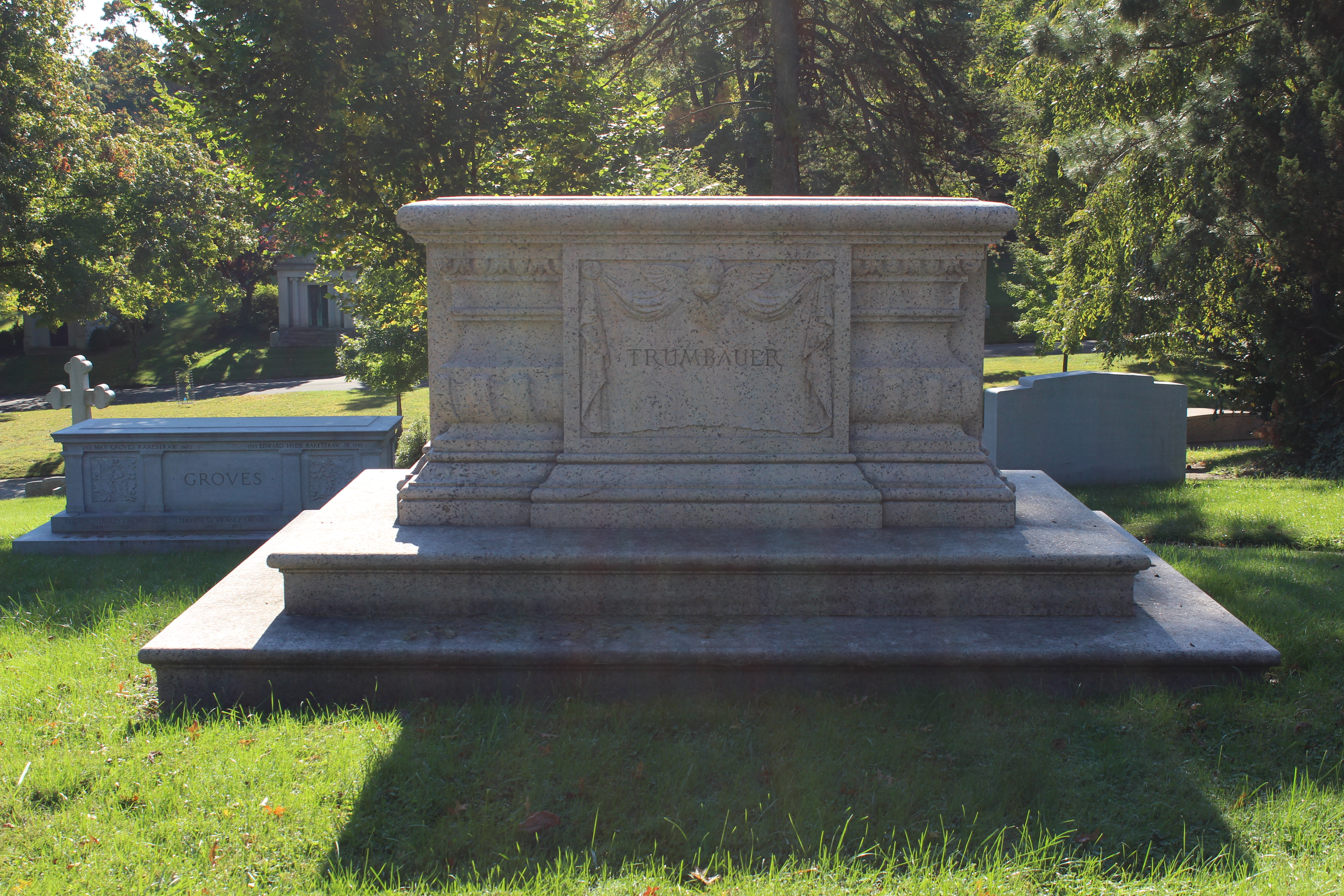
La tomba di Trumbauer nel Cimitero di West Laurel Hill a Bala Cynwyd, in Pennsylvania.

Nonostante l'enorme successo e la sua apparente capacità di impressionare clienti facoltosi, Trumbauer soffriva di una timidezza opprimente e di senso di inferiorità per la sua mancanza di un'istruzione ufficiale. Ottenne numerosi incarichi fino alla Grande Depressione, ma iniziò a bere pesantemente e morì di cirrosi epatica nel 1938. È sepolto nel Cimitero di West Laurel Hill a Bala Cynwyd, Pennsylvania.

## Alcuni edifici scelti

### Filadelfia e i suoi sobborghi

#### Residenze

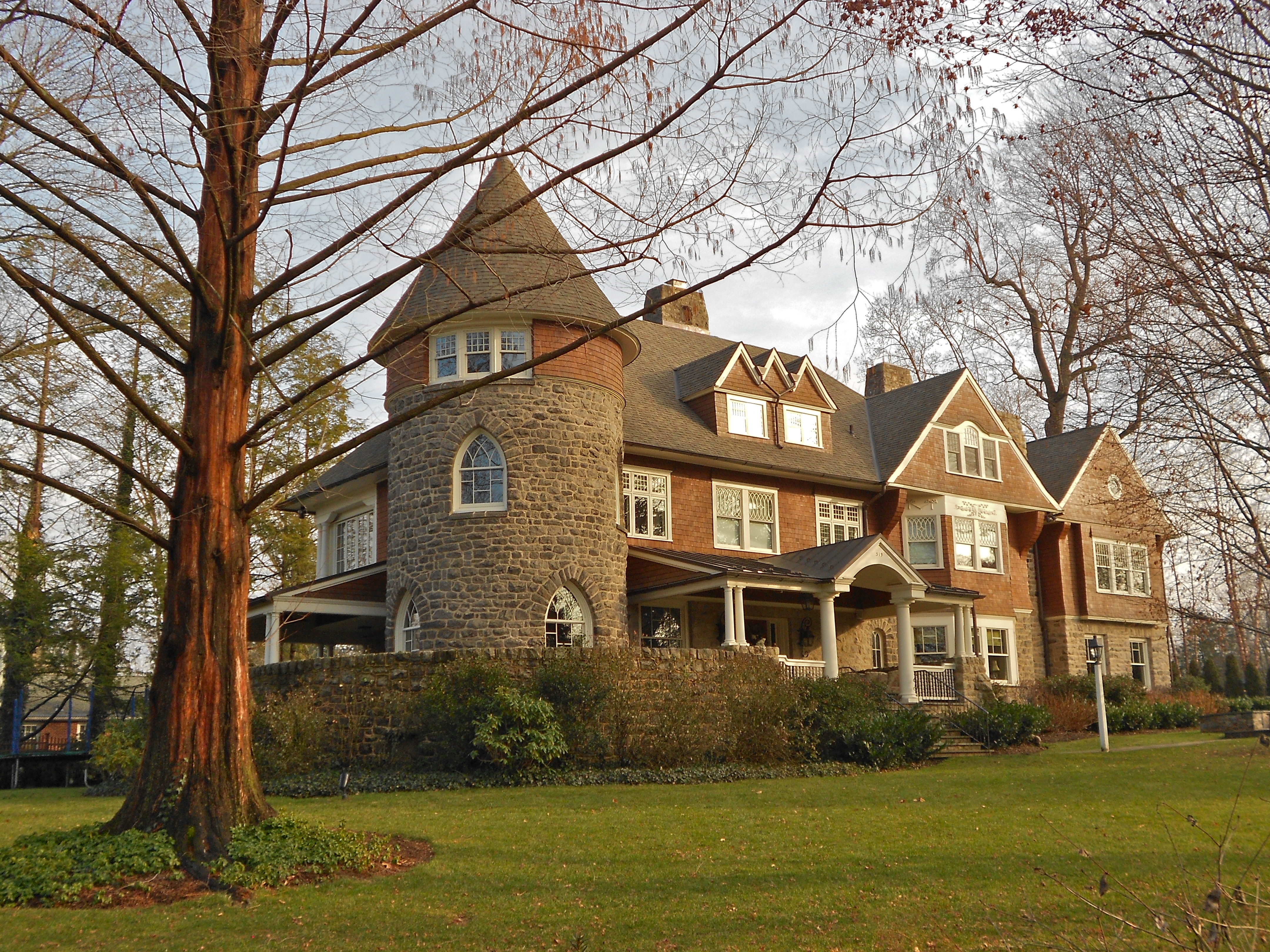
Casa di John H. Watt a Wayne, Pennsylvania (1893)

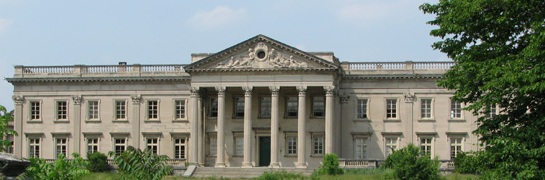
Lynnewood Hall, nota anche come villa di Peter A. B. Widener, a Elkins Park, Pennsylvania (1897-1900)

- Casa Edward B. Seymour, Filadelfia (1891)
- Casa di John H. Watt (“Tower House”), Wayne, Pennsylvania (1893). Parte dello sviluppo Wayne Estate di Wendell & Smith.
- Palazzo Grey Towers (dimora di William Welsh Harrison), Glenside, Pennsylvania (1893-94)
- Chelten House (Palazzo di George W. Elkins), Elkins Park, Pennsylvania (1896, ricostruita nel 1909)[10]
- Lynnewood Hall (Palazzo di Peter A. B. Widener), Elkins Park, Pennsylvania (1897-1900)
- Palazzo di J. Harper Smith, biblioteca, Somerville, New Jersey (1898)
- Elstowe Manor (William L. Elkins), Elkins Park, Pennsylvania (1898)
- Casa di Edward C. Knight, 1629 Locust Street, Filadelfia (1902)
- Georgian Terrace (villa di George F. Tyler), Elkins Park, Pennsylvania (1905) (oggi Stella Elkins Tyler School of Art, Temple University)
- Casa di John C. Bell, Rittenhouse Square, Filadelfia (1906)
- Isle Field (villa), Villanova, Pennsylvania (1911) (ora uffici della Agnes Irwin School)
- Ardrossan, Radnor, Pennsylvania (1913)
- Bloomfield, Villanova, Pennsylvania[11]
- Whitemarsh Hall (villa di Edward T. Stotesbury), Wyndmoor, Pennsylvania (1916-21, demolita nel 1980)
- Palazzo Ronaele (palazzo Fitz Eugene Dixon), Elkins Park, Pennsylvania (1923-26, demolito nel 1974).[12][13][14] La signora Dixon era Eleanor Widener; il nome della villa è il suo, scritto al contrario. La La Salle College Christian Brothers ha posseduto la villa dal 1950 al 1974, rinominandola Anselm Hall.[15]
- Palazzo Woodcrest, 610 King of Prussia Rd. Radnor Township, Pennsylvania (1901 - 1907)
- 141 Pelham Rd., W. Mt. Airy, Filadelfia (fonte: Germantown Società storica)
- 209 Pelham Rd., W. Mt. Airy, Filadelfia (fonte: Germantown Società storica)
- Katherine Craig Wright Muckl Mansion, 11 Coopertown Rd, Haverford, Pennsylvania (1926)[16]
- Woodburne Mansion (villa di Edgar Thomson Scott Sr.), Darby, Pennsylvania (1906)

#### Edifici commerciali

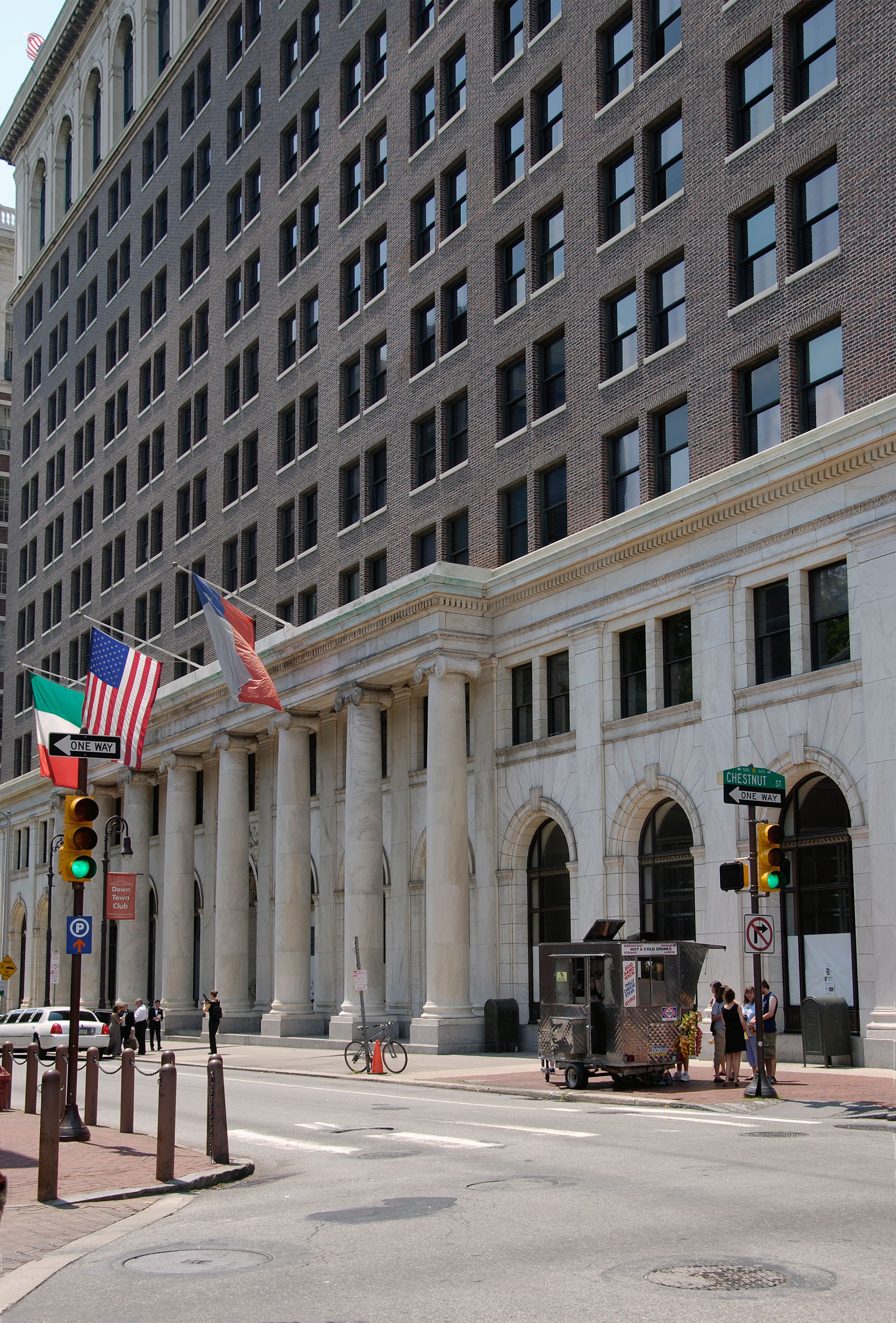
Edificio Public Ledger a Filadelfia (1921)

- Casa d'appartamenti St. James, 13ª e Walnut St, Filadelfia (1901)[17]
- Land Title Building, 100 S. Broad St., Filadelfia (1902)
- Ritz-Carlton Hotel, Filadelfia, angolo SE Broad & Walnut Sts. (1911, rimaneggiato in maniera irriconoscibile)[18]
- Edificio Widener, South Penn Square, Filadelfia (1914)[19]
- Adelphia Hotel, 1229 Chestnut Street, Filadelfia (1914).[20]
- Edificio della Beneficial Savings Fund Society, angolo SW 12th & Chestnut St, Filadelfia (1916)[21]
- Bankers' Trust Office Building, 12th & Chestnut Sts., Filadelfia (1922)
- Public Ledger Edificio, 6th & Chestnut Sts., Filadelfia (1923)
- Benjamin Franklin Hotel, 834 Chestnut St., Filadelfia (1925)[22]
- Chateau Crillon Apartment House, Locust St. & Rittenhouse Square West, Filadelfia (1928)
- Stazione ferroviaria di Jenkintown, Jenkintown, Pennsylvania (1932)
- Racquet Club di Filadelfia, Filadelfia (1906)[23]
- Equitable Trust Building, 1405 Locust St., Filadelfia (1925)
- North Broad Street Station, Filadelfia (1929)
- Filadelfia Stock Exchange, 1409 1411 Walnut Street, Filadelfia (1913)

#### Cultura, medicina e istruzione

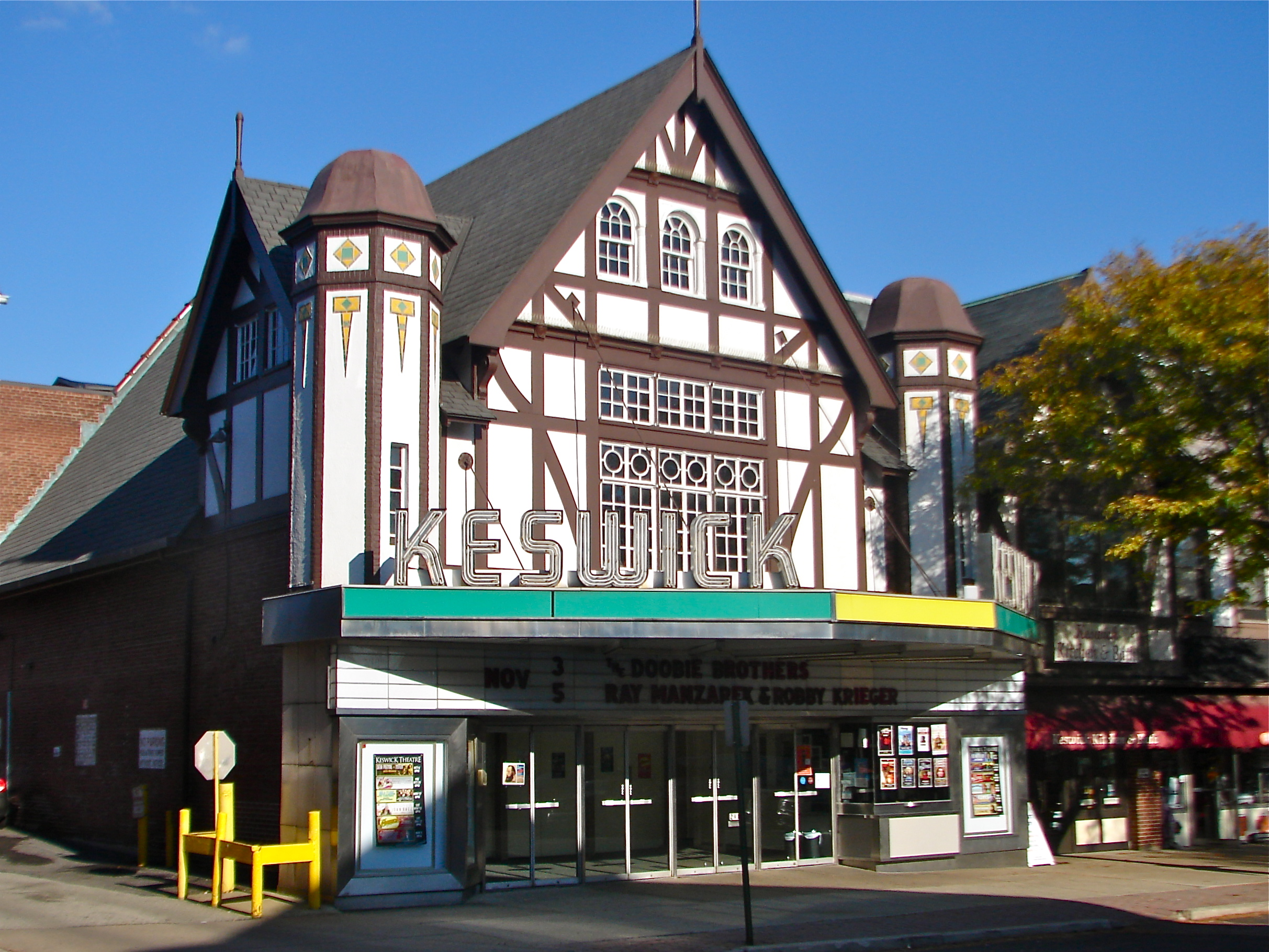
Keswick Theatre in Glenside, Pennsylvania

- Music Pavilion at Willow Grove Park, Willow Grove, Pennsylvania (1895, demolito)[24]
- Bandshell in West Park, Allentown, Pennsylvania (1908–1909)[25]
- Union League of Philadelphia Annex, 15th & Sansom Sts., Filadelfia(1909)
- Elkins Memorial YMCA, Arch St., Filadelfia (1911)[26]
- Philadelphia Racquet Club, 213–25 S. 16th St., Filadelfia (1912)
- Widener Memorial Training School for Crippled Children, 1450 W. Olney Ave., Filadelfia (1912–14)
- Philadelphia Museum of Art (con Zantzinger, Borie e Medary), Filadelfia (1916–28)
- Social Service Building, Filadelfia (1923–24)
- The Parkway Central Library of Free Library of Philadelphia, Logan Square, Filadelfia (1925–27)
- Pedestal for the Statue of Edgar Fahs Smith, Filadelfia (1926)
- Irvine Auditorium, University of Pennsylvania, 34th & Spruce Sts., Filadelfia (1926–32)
- Keswick Theatre, Glenside, Pennsylvania (1928)
- Hahnemann University Hospital South Tower, Filadelfia (1928)[27]
- Jefferson Medical College, Main Building, Filadelfia (1929)
- Jefferson Medical College, Curtis Clinic, 1001–15 Walnut St., Filadelfia (1931)[28]
- St. Paul's Episcopal Church, Old York and Ashbourne Rds., Elkins Park, Pennsylvania (1897-1924)
- West Laurel Hill Cemetery, 227 Belmont Ave., Bala Cynwyd, Pennsylvania

### Immobili situati in altri luoghi

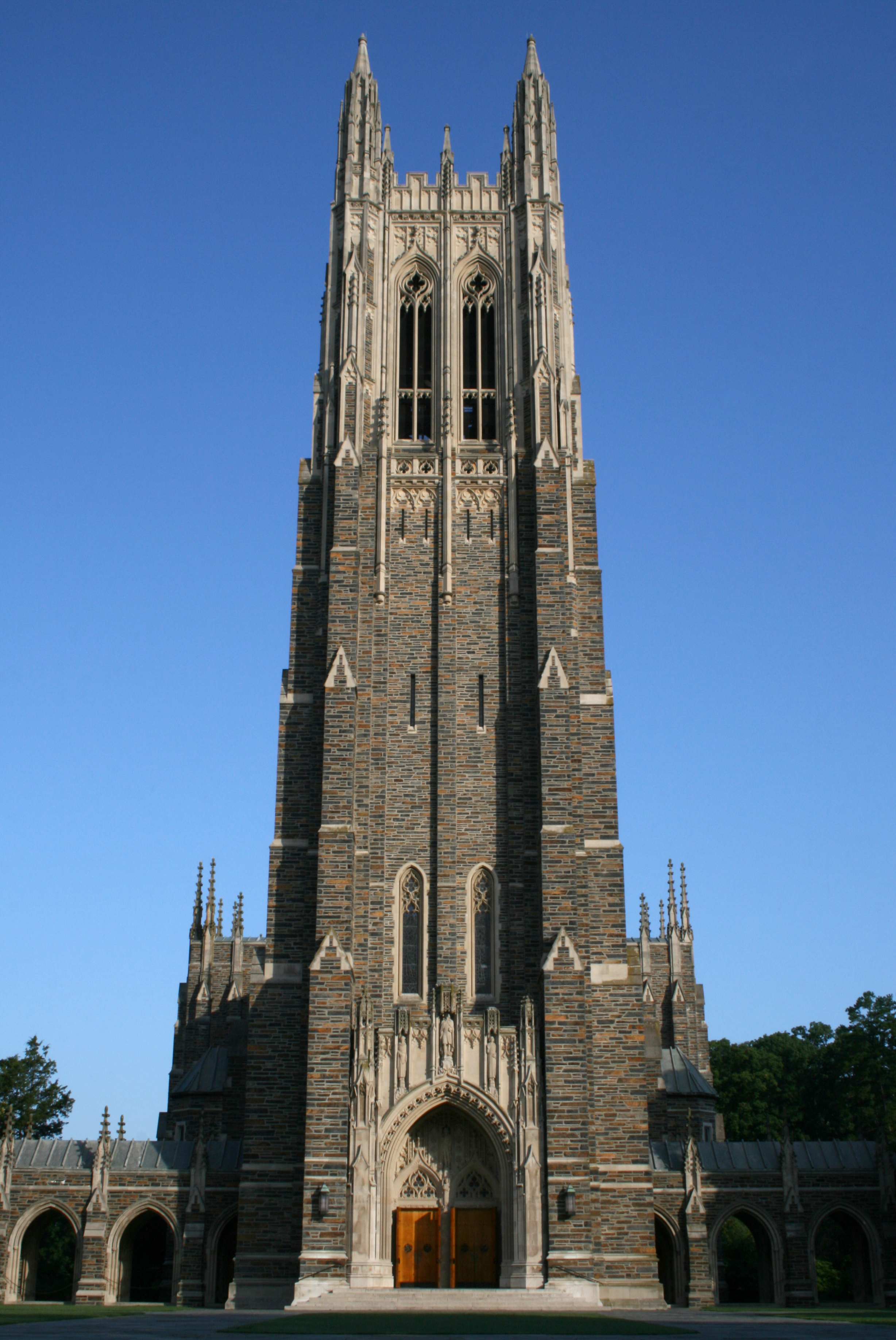
La Duke Chapel presso la Università Duke a Durham, Carolina del Nord (1934); il progetto è attribuito a Julian Abele.

- St. John's Episcopal Church, Somerville, New Jersey (1895)
- The Elms (Palazzo di Edward Julius Berwind), Newport, Rhode Island (1899–1901)
- St. Catherine Church, Spring Lake, New Jersey (1901)
- Il Palazzo di John R. Drexel, 1 East 62nd Street, New York City (1903)
- Clarendon Court (Palazzo di Edward C. Knight), Newport, Rhode Island (1904)
- Perry Belmont House, 1618 New Hampshire Ave NW, Washington, D.C. (1906–1909)
- El Pomar Estate, Colorado Springs, Colorado (1909–1910)
- Consolidation Coal Company Office Building, Fairmont, Virginia Occidentale (1911) (ora WesBanco Building)[29]
- Adelaide L. T. Douglas House, New York City (1909–1911)
- James B. Duke House (ora Institute of Fine Arts, New York University), New York City (1909–1912)
- High Gate (Palazzo di James E. Watson), Fairmont, Virginia Occidentale (1910–1913)[30]
- Miramar (Palazzo di Eleanor Elkins Widener), Newport, Rhode Island (1914)
- Daniel B. Zimmerman Mansion, Somerset Township, Pennsylvania (1915)[31]
- Harry Elkins Widener Memorial Library, Harvard University, Cambridge, Massachusetts (1915)
- New York Evening Post Building, New York City (1926)
- Pere Marquette Hotel, 501 Main St., Peoria, Illinois (1926)
- Shadow Lawn (Palazzo di Hubert Templeton Parson), West Long Branch, New Jersey (1927) (ora Woodrow Wilson Hall, Monmouth University)
- Wildenstein Art Gallery, 19-21 East 64th Street, New York City (1932)
- Herbert N. Straus House, 9 East 71st Street, New York City (1932)[32]
- Rose Terrace (Palazzo di Anna Dodge), Grosse Pointe Farms, Michigan (1934, demolito nel 1976)[33]
- Duke Chapel, Duke University, Durham, Carolina del Nord (1934) (Julian Abele accreditato come progettista)
- El Mirasol, Palm Beach, Florida (1920)

### Galleria d'immagini

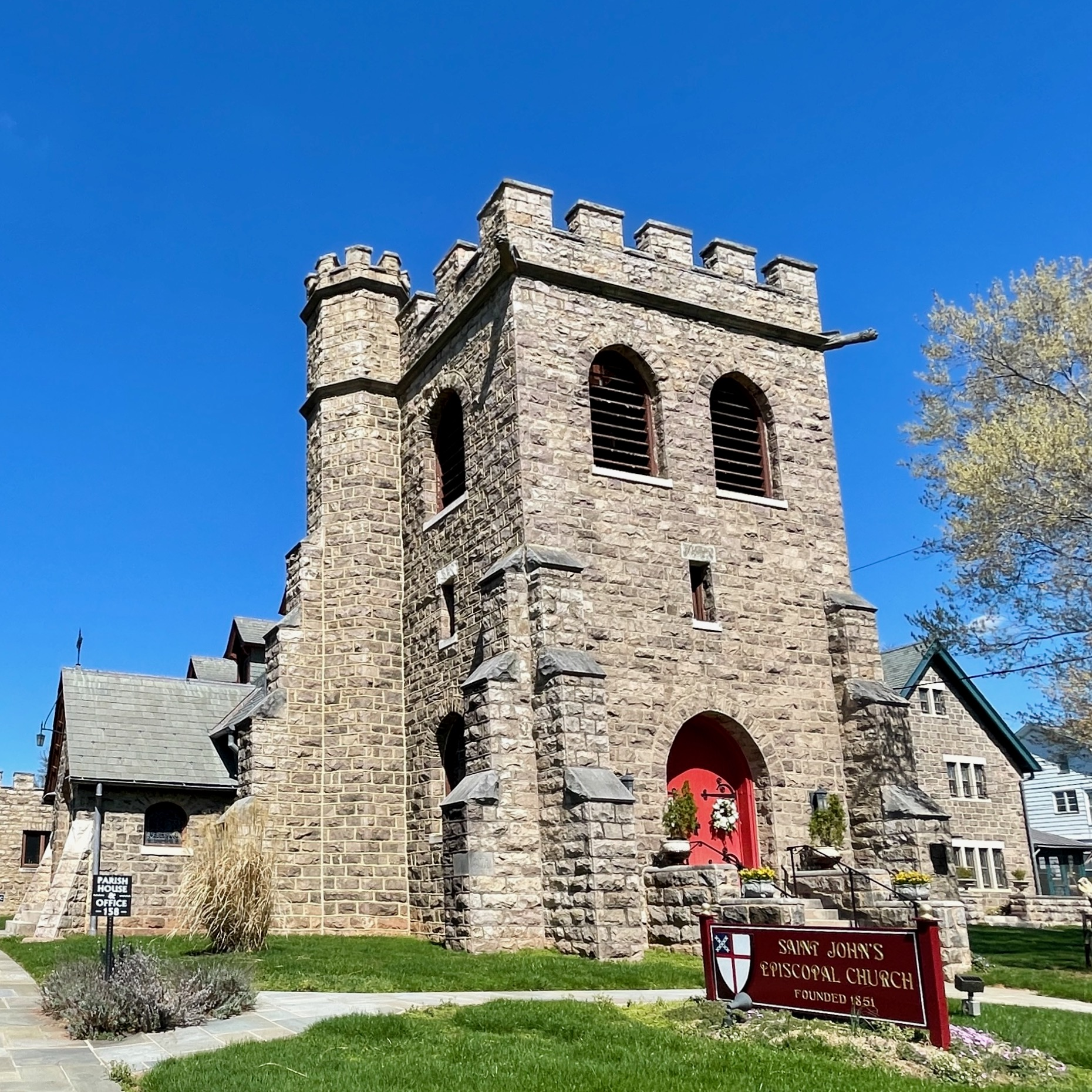
Chiesa Episcopale di San Giovanni, Somerville, New Jersey (1895)
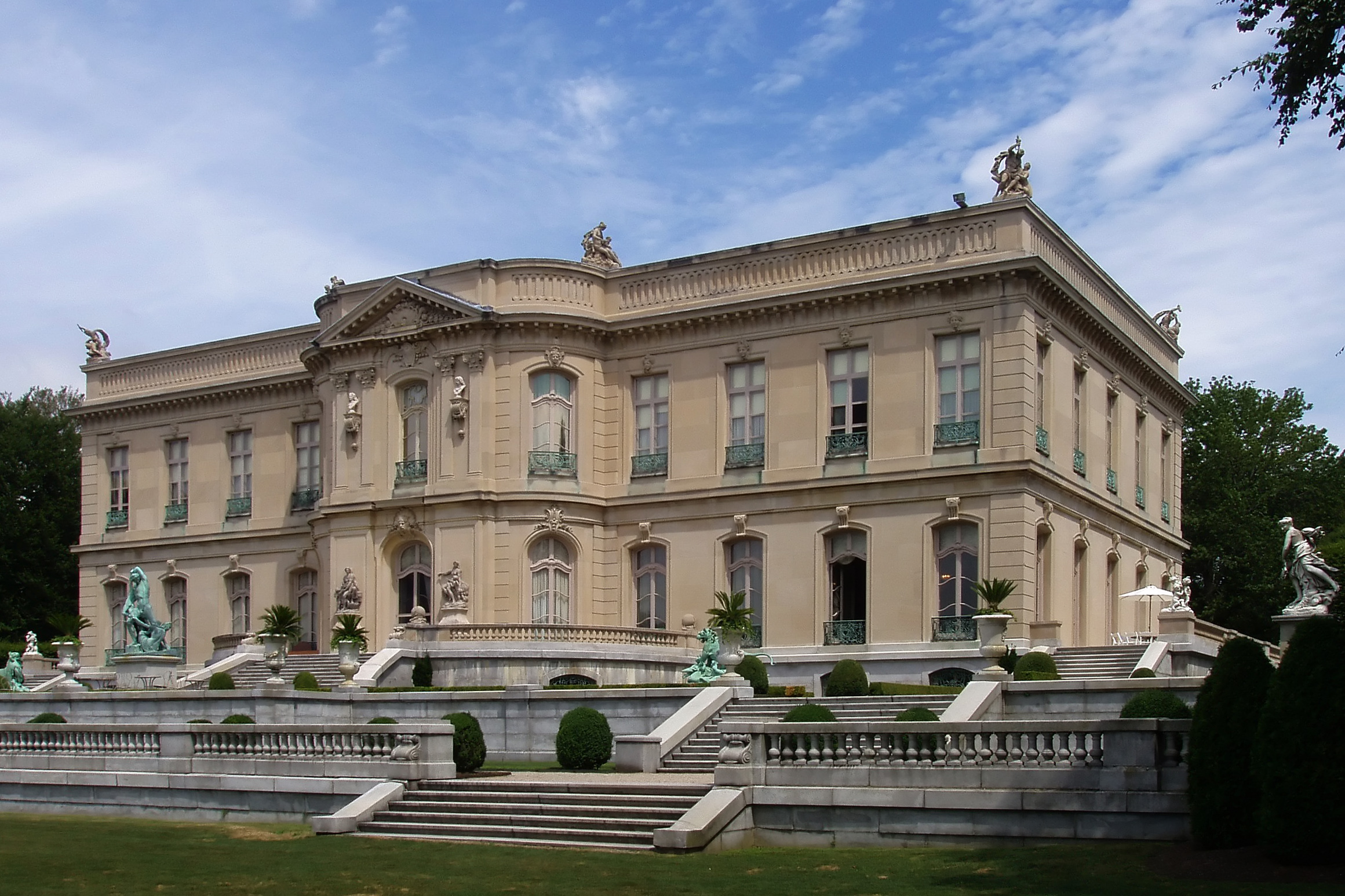
The Elms, villa di Edward Julius Berwind, Newport, Rhode Island (1899-1901)
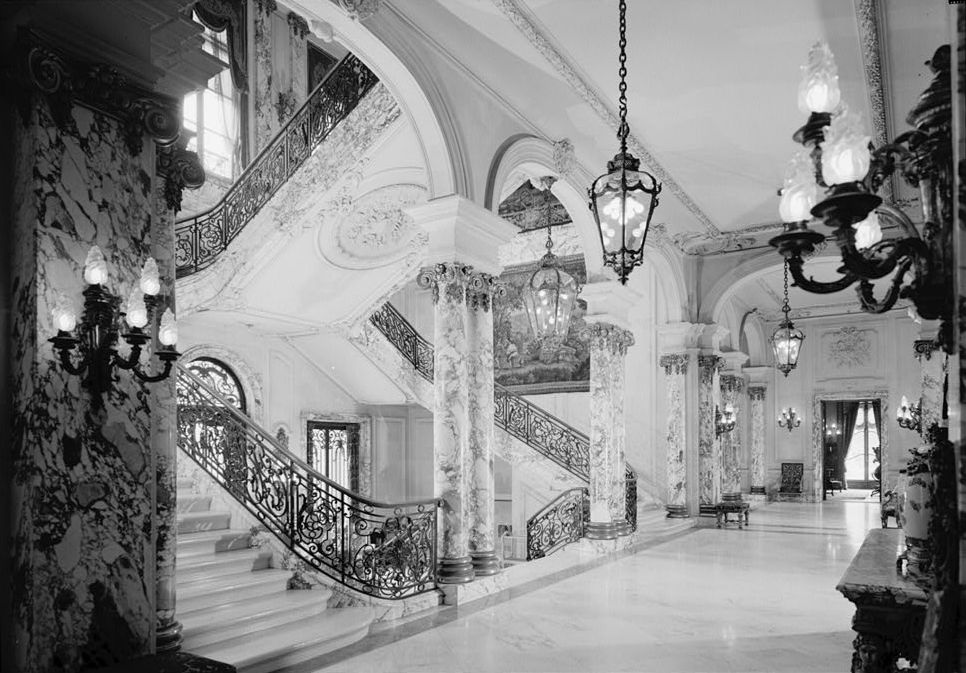
The Elms, scalinata e sala d'ingresso
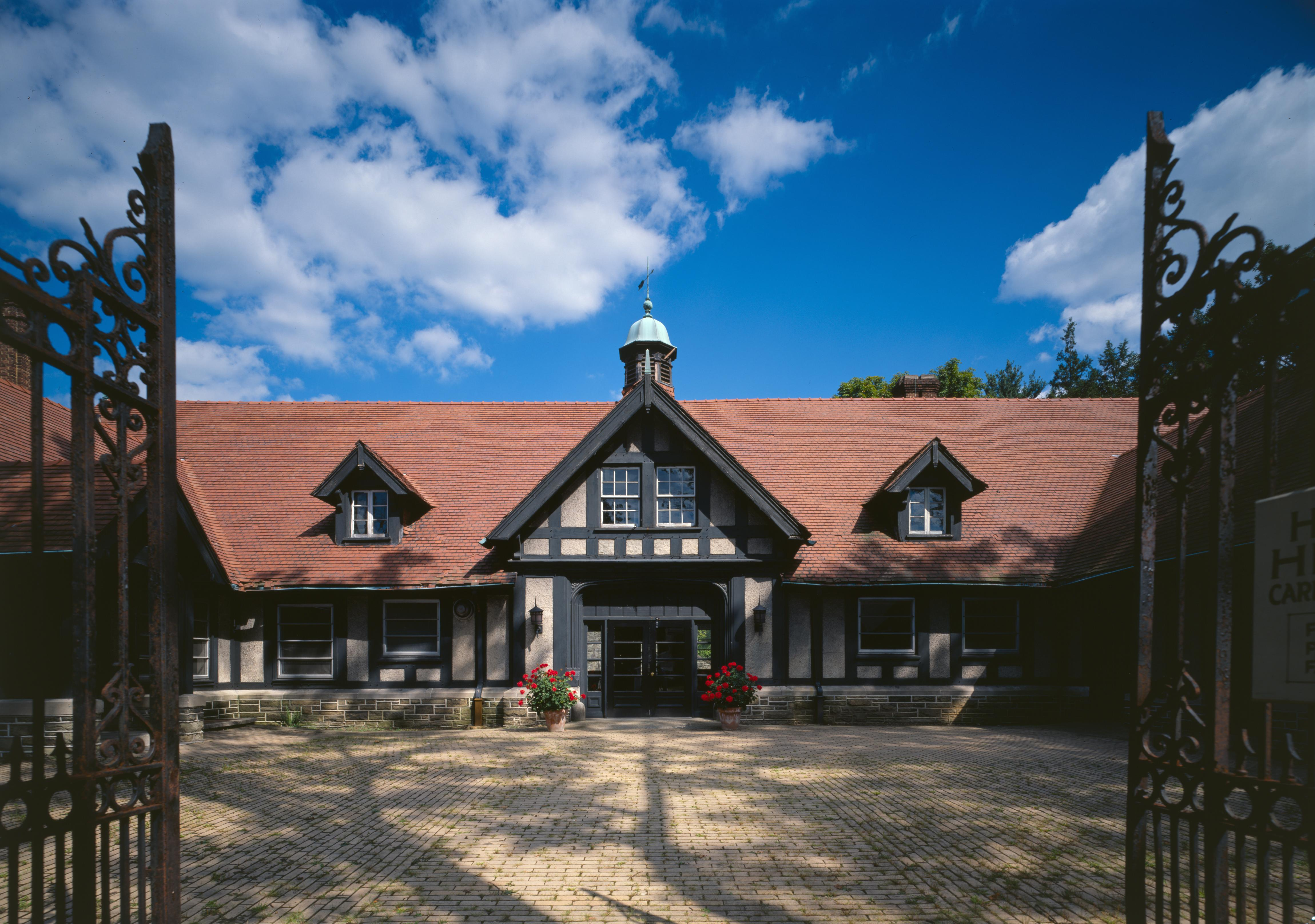
Locale per le carrozze da Highgate, villa di James E. Watson, Fairmont, Virginia Occidentale (1910-13); la casa padronale adiacente è ora un'agenzia di pompe funebri.
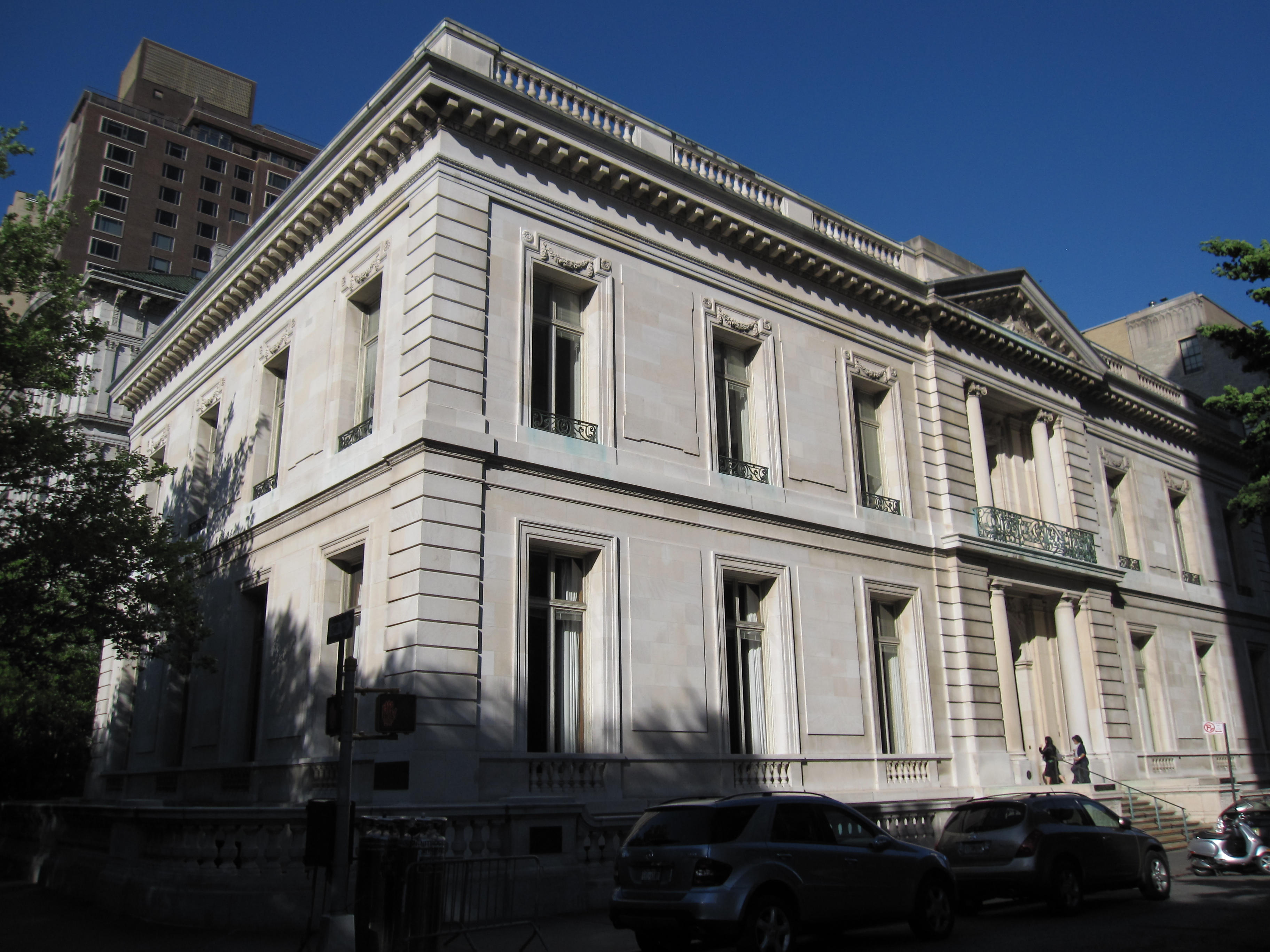
Palazzo di James Buchanan Duke, New York, 1912, ora Istituto di Belle Arti della Università di New York
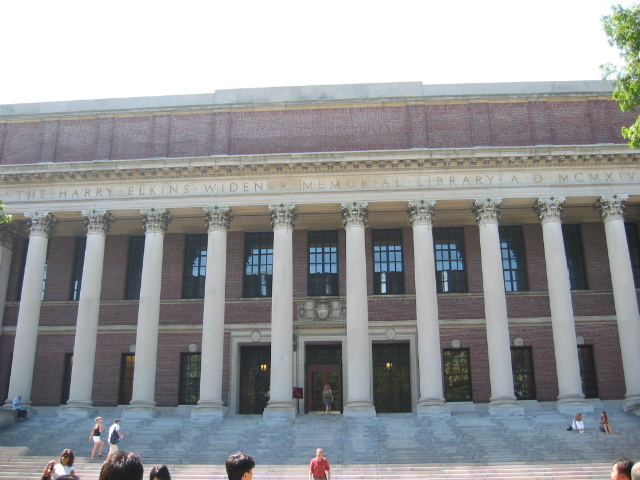
Biblioteca commemorativa di Harry Elkins Widener, Università Harvard, Cambridge, Massachusetts (1915)
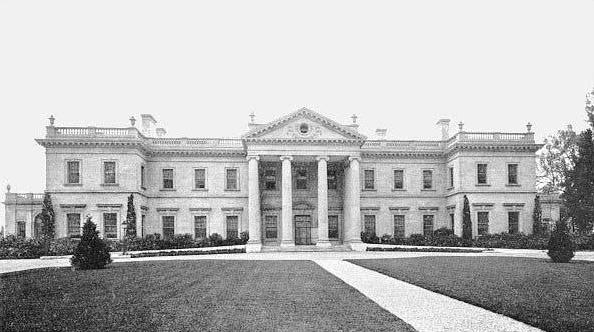
Whitemarsh Hall, villa di Edward T. Stotesbury, Wyndmoor, Pennsylvania (1916-21, demolita nel 1980)
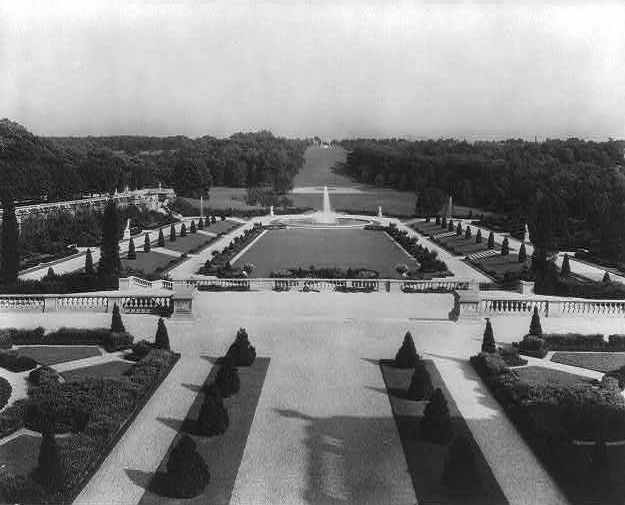
Giardini di Whitemarsh Hall, guardando verso est dalla villa. Jacques Greber progettò i giardini, tra cui questo viale lungo un chilometro, 1922 circa.
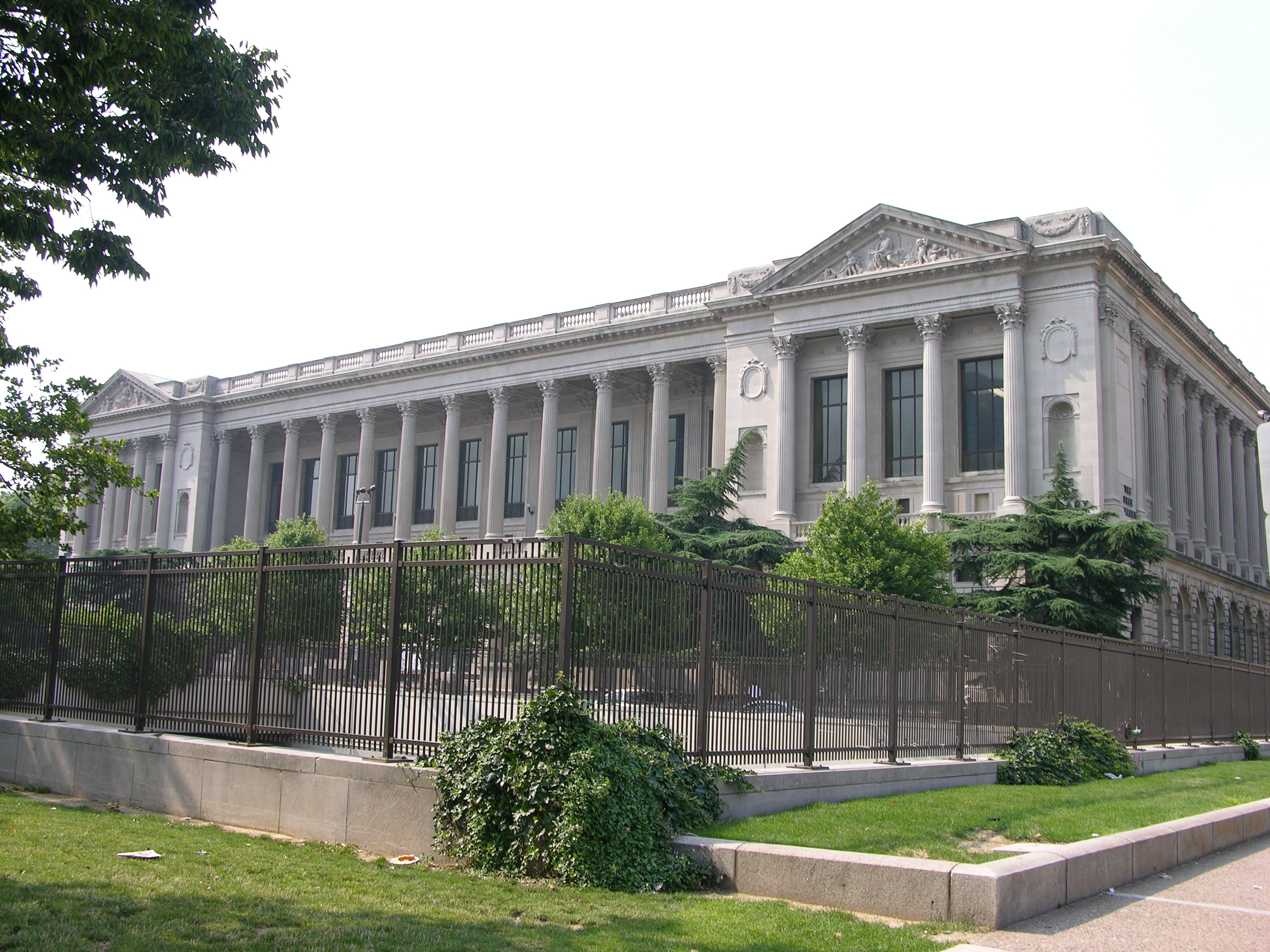
Free Library of Philadelphia, Logan Square, Filadelfia (1925-27)
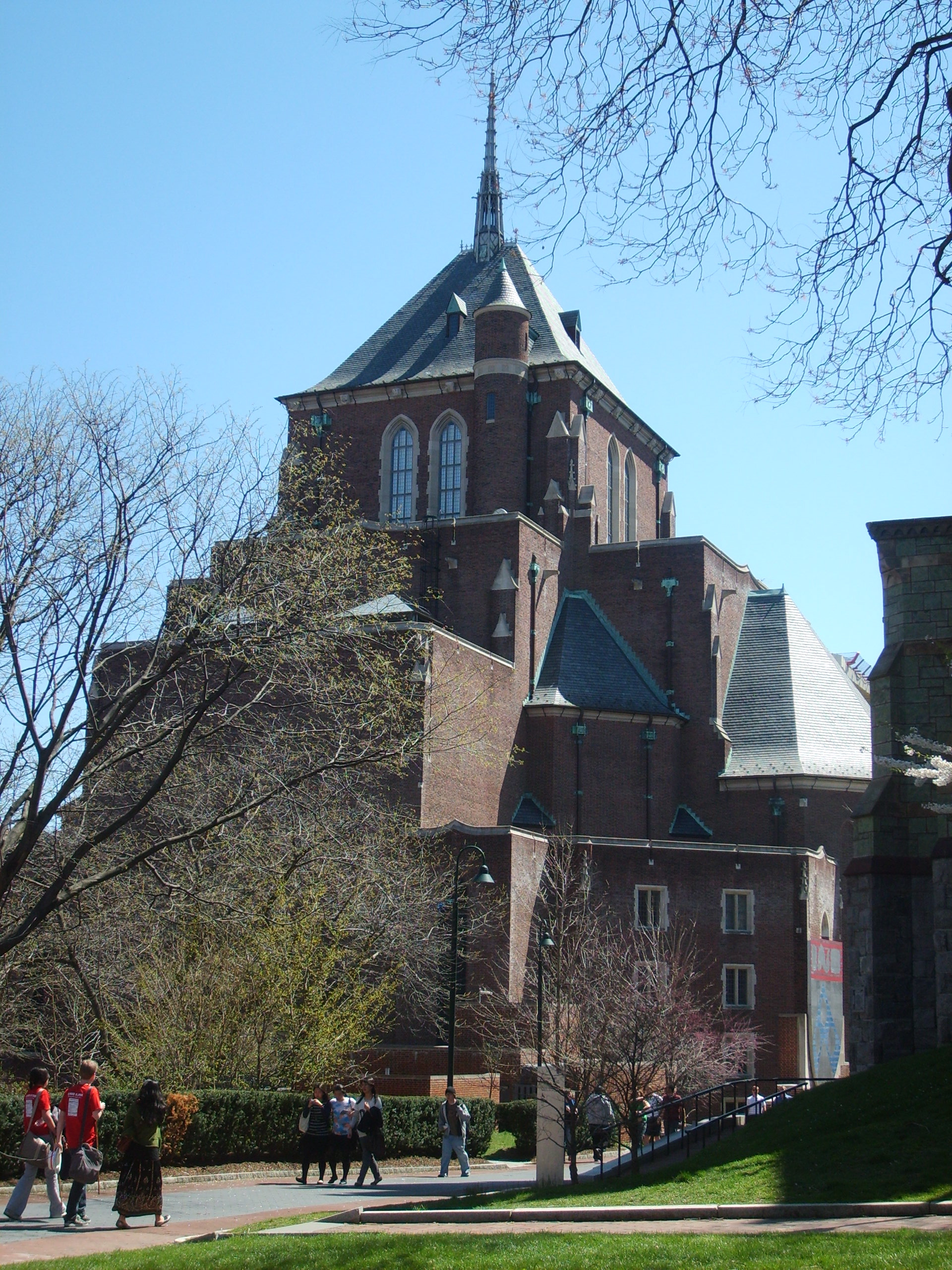
Auditorium Irvine, Università della Pennsylvania, 34a & Spruce Sts., Filadelfia (1926-32)
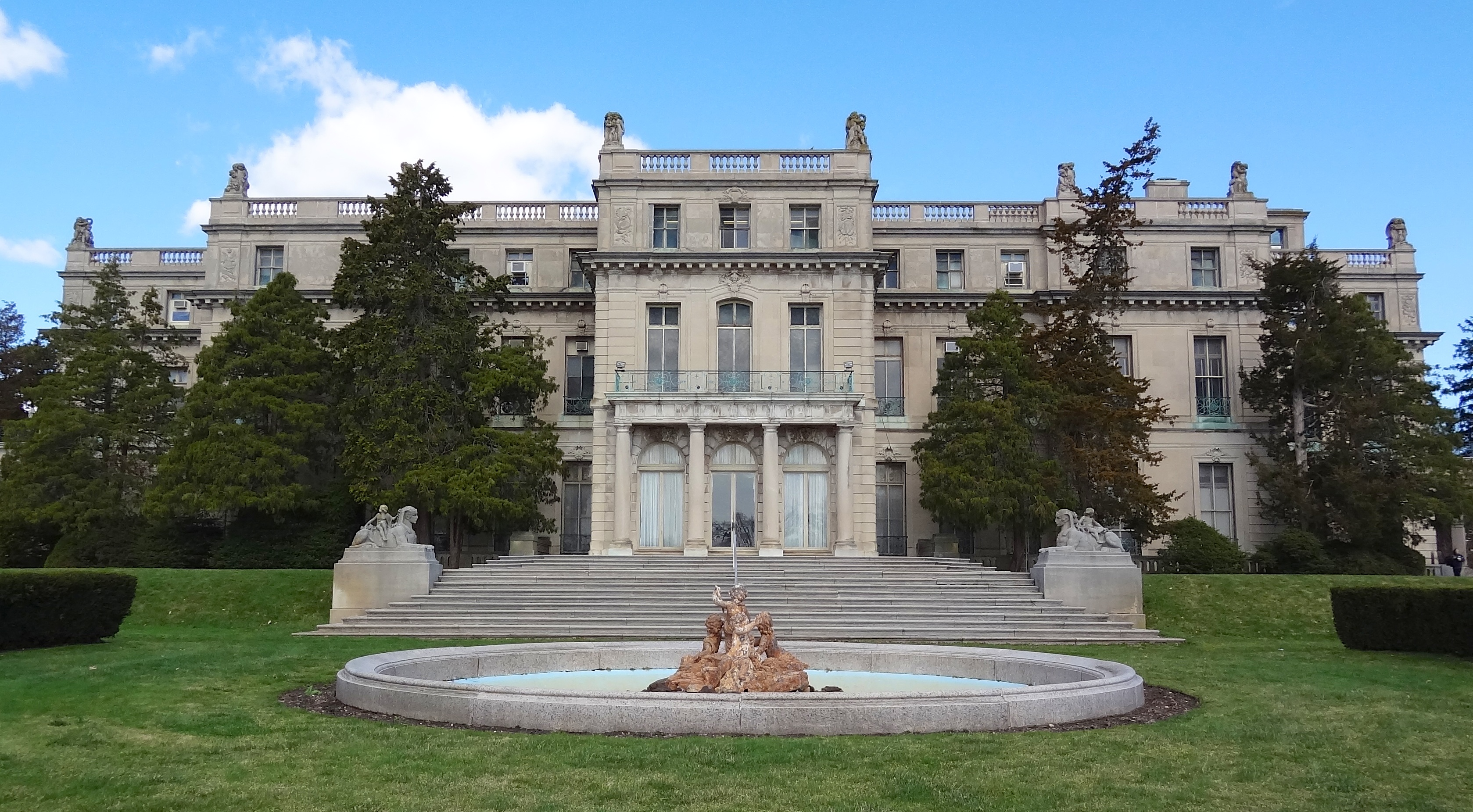
Shadow Lawn, villa di Hubert Templeton Parson, West Long Branch, New Jersey (1927). Ora Woodrow Wilson Hall presso la Monmouth University.